# Dennis Elliott

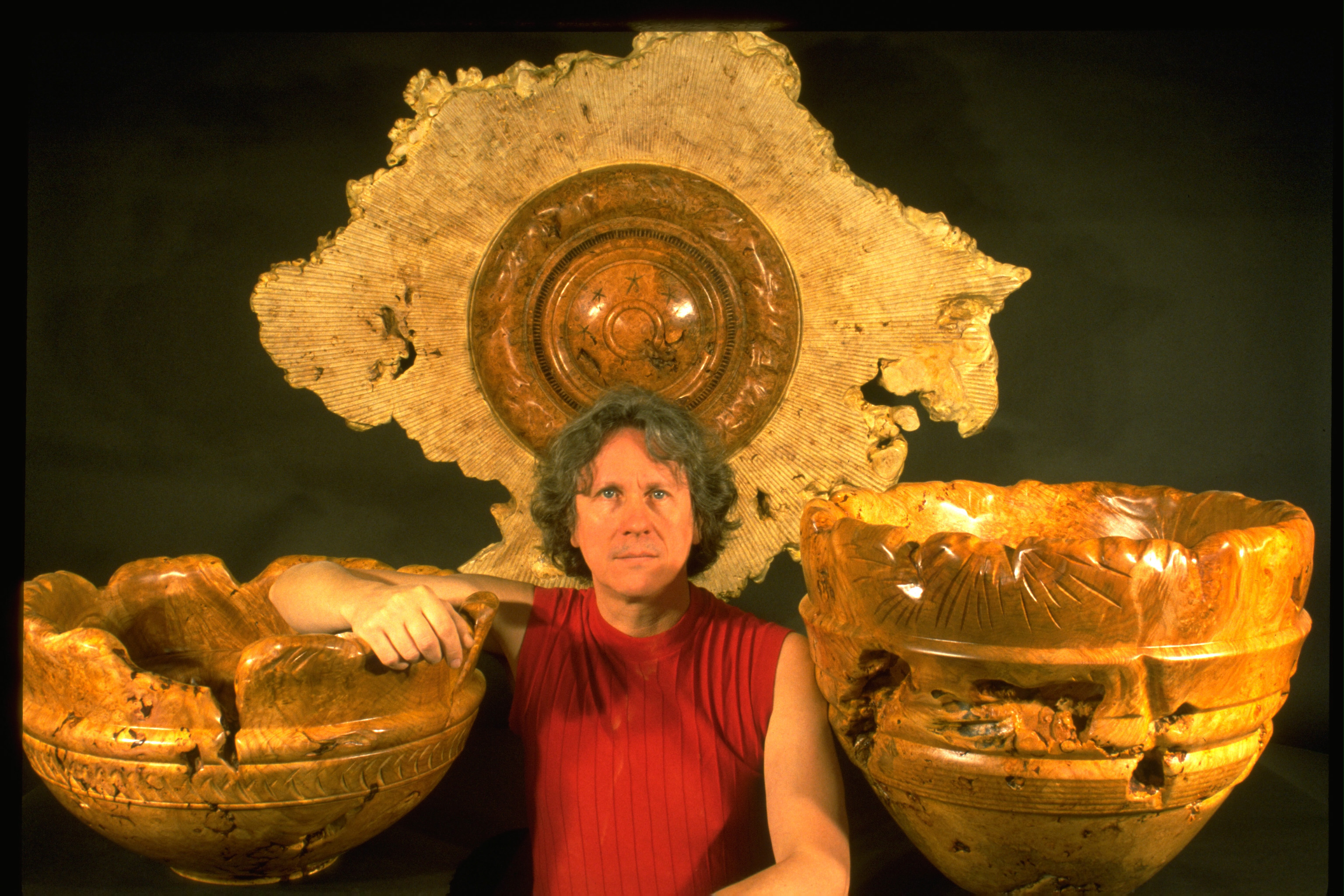

Dennis Elliott, född 18 augusti 1950 i Peckham, London, är en brittisk trummis. Han var den ursprungliga trummisen för Foreigner när bandet startade 1976. Han slutade officiellt i januari 1993. Innan dess var han en tid medlem i jazzrockgruppen If.
1974 turnerade Elliott och spelade på den tidigare Mott the Hoople-sångaren Ian Hunters första soloinspelning, Ian Hunter .
Efter att ha lämnat musikbranschen vände sig Elliott till skulptur.